# Суханово (Тульская область)
Суханово — село в Кимовском районе Тульской области России.
В рамках административно-территориального устройства входит в Бучальский сельский округ Кимовского района, в рамках организации местного самоуправления входит в сельское поселение Епифанское.

## География
Расположено в 30 км к юго-востоку от железнодорожной станции города Кимовск.
В селе находится церковь Феодора Трихины.

## Население
| 2002 | 2010 |
| ---- | ---- |
| 221  | ↘196 |

Население — 196 чел. (2010). 